# Consejo de la Generalidad Valenciana
El Consejo (en valenciano y oficialmente, Consell) es el órgano ejecutivo que gobierna la Comunidad Valenciana y que dirige la Administración de la Generalidad, siendo una de las instituciones básicas de la Generalidad Valenciana, junto al presidente y las Cortes, según el Estatuto de Autonomía de la Comunidad Valenciana. Se encuentra regulado en el Estatuto y en la Ley de Gobierno Valenciano.
Componen el Consejo el presidente/a, el vicepresidente/a y los consejeros (consellers en valenciano). La Administración de la Generalidad Valenciana se organiza en consejerías o departamentos, al frente de las cuales habrá un consejero, miembro del Gobierno Valenciano con funciones ejecutivas.
La utilización del término consell responde al deseo de recuperar las denominaciones de la época foral, cuando con los furs se crearon las primeras instituciones de autogobierno. También el órgano preautonómico fue denominado Consell del País Valencià hasta la aprobación del Estatuto de 1982.

## Sede
La sede del Gobierno Valenciano está en la ciudad de Valencia y sus organismos, servicios y dependencias pueden establecerse en diferentes lugares del territorio de la Comunidad Valenciana, de acuerdo con criterios de descentralización y coordinación de funciones.

## Funcionamiento
El Gobierno Valenciano establece sus normas internas para el buen funcionamiento de su trabajo y se reúne convocado por su presidente. 
Las reuniones del Gobierno Valenciano requieren para su validez la asistencia del presidente y del secretario, o de sus sustitutos, y al menos, de la mitad de los miembros de hecho del Consejo. El presidente de la Generalidad dirige y coordina las acciones del Gobierno Valenciano, sin perjuicio de las atribuciones y responsabilidad de cada consejero en su gestión.

### Competencias y funciones
Corresponde al Consejo el ejercicio de las competencias estatutarias y legales de carácter ejecutivo y reglamentario que vengan atribuidas a la Generalidad o a la Comunidad Valenciana y no estén expresamente atribuidas a otros órganos o instituciones de las mismas. Tiene atribuidas competencias y funciones de distintos tipos:
- Competencias en materia de política general de la Generalidad Valenciana.
- Funciones ejecutivas y administrativas.
- Funciones en materia normativa.
- Atribuciones en relación con la actividad parlamentaria.
- Atribuciones en relación con las competencias del Estado y otras comunidades autónomas.
- En materia de política general de la Generalidad Valenciana corresponden al Consejo las siguientes competencias:

a) Determinar las directrices de la acción de gobierno, de acuerdo con lo que establezca al respecto el presidente de la Generalidad.
b) La planificación y desarrollo de la política valenciana.
c) El ejercicio de las facultades que el Estatuto de Autonomía o Ley de Les Corts le atribuya en lo que se refiere a la actividad de las Diputaciones Provinciales y demás entes locales.
d) Ejercer las competencias en materia de acción exterior atribuidas por el artículo 62 del Estatuto de Autonomía.
- En uso de sus funciones ejecutivas y administrativas, compete al Consejo:

a) Nombrar y separar a los altos argos de la administración de la Generalidad a propuesta del consejero correspondiente.
b) Designar o proponer, en su caso, al Gobierno del Estado, las personas que han de formar parte de los órganos de la administración de las Empresas Públicas u otras instituciones de carácter económico o financiero de titularidad estatal implantadas en el ámbito territorial de la Generalidad, así como designar a dichos representantes en este tipo de empresas o instituciones dependientes de la Comunidad Valenciana, salvo que por la Ley se atribuya la designación a otro órgano.
c) Reglamentar e inspeccionar el funcionamiento de las Diputaciones Provinciales, organismos e instituciones y demás entes locales, en cuanto que ejecuten competencias delegadas de la Generalidad.
d) Aprobar las directrices de coordinación que habrán de aplicar las Diputaciones Provinciales en las materias declaradas de interés general para la Comunidad Valenciana, así como atribuir a los distintos órganos de la Administración de la Generalidad el ejercicio de las competencias de información, comprobación y control que de aquellas se deriven
e) Proponer a Les Corts, para su debate y aprobación, los convenios y acuerdos de colaboración con el estado y las demás comunidades autónomas, en materia de competencia exclusiva de la Generalidad, de acuerdo con lo establecido en el Reglamento de Les Corts
f) Suscribir convenios y acuerdos de cooperación con el estado, otras comunidades autónomas e instituciones públicas, sin perjuicio de su debate y previa aprobación Les Corts y autorización de las Cortes Generales en los casos en que esta procediera.
g) Proponer a Les Corts la creación de personas jurídicas públicas y privadas, o en su caso, crearlas para el ejercicio de competencias de la Generalidad .
h) Proponer ante el órgano competente la convocatoria de concursos y oposiciones para cubrir plazas vacantes de Magistrados, Jueces, Secretarios Judiciales y demás personal al servicio de la Administración de Justicia.
i) Participar en la fijación de demarcaciones correspondientes a los Registros de la Propiedad y Mercantiles, demarcaciones notariales y número de Notarios, así como de las oficinas liquidadoras con cargo a los Registradores de la Propiedad, Mercantiles y de Bienes Muebles, de acuerdo con lo que prevén las leyes del Estado. Nombrar a los Notarios y Registradores de la Propiedad, Mercantiles y de Bienes Muebles, de conformidad con las leyes del Estado.
- Las funciones del Consejo en materia normativa se concretan en las siguientes competencias:

a) Proponer a Les Corts la reforma del Estatuto de Autonomía de la Comunidad Valenciana.
b) La iniciativa legislativa, mediante la aprobación de los proyectos de ley para su remisión a Les Corts acompañados de una exposición de motivos y de los antecedentes necesarios para poder pronunciarse sobre ellos. El Consejo podrá retirar el proyecto de ley en cualquier momento de su tramitación ante Les Corts, siempre que no hubiere recaído acuerdo final de estas.
c) Dictar decretos legislativos en los términos y con las formalidades previstas en la presente Ley. Para el control de esta legislación delegada por Les Corts, se estará a lo dispuesto en su Reglamento.
d) Dictar decretos-leyes, conforme a lo establecido en el artículo 44.4 del Estatuto de Autonomía.
e) Elaborar los proyectos de ley de presupuestos de la Generalidad para ser presentados a Les Corts al menos con dos meses de antelación al comienzo del correspondiente ejercicio. A esta competencia se añaden las demás facultades estatutarias en materia presupuestaria
f) Ejercer la potestad reglamentaria, de acuerdo con la Constitución Española, el Estatuto de Autonomía de la Comunidad Valenciana y las Leyes.
g) Emitir deuda pública para gastos de inversión, previo acuerdo de Les Corts.
- En relación con la actividad parlamentaria, el Consejo tiene las siguientes atribuciones:

a) Proponer a Les Corts, a través de su Presidente, la celebración de sesiones extraordinarias. En esta petición deberá figurar el orden del día que se propone para la sesión extraordinaria solicitada.
b) Deliberar sobre la cuestión de confianza que pueda plantear el presidente de la Generalidad a Les Corts sobre su programa, una decisión política o un proyecto de ley.
c) Adoptar el previo acuerdo sobre la disolución de Les Corts que pueda plantear el presidente de la Generalidad, según el artículo 28.4 del Estatuto de Autonomía.
- En relación con las competencias del Estado y otras Comunidades Autónomas el Consejo podrá:

a) Acordar la interposición de recursos de inconstitucionalidad
b) Plantear conflictos de competencia en oposición al Estado o a otra comunidad autónoma ante el Tribunal Constitucional.
c) Acordar la comparecencia y personación en los recursos y en las cuestiones de inconstitucionalidad que afecten a la Comunidad Valenciana.
d) Comparecer en los conflictos de competencias a que se refiere el apartado c) del artículo 161 de la Constitución cuando así lo determinen por mayoría absoluta les Corts

## Composición
En la XI legislatura, a día 5 de diciembre de 2024, el Consejo de la Generalidad Valenciana está compuesto de la siguiente forma:

## Tabla resumen
| Consejo de la Generalidad Valenciana |                                     |                                            |                                            |                                            |
| Partido político |                                     | Partido Popular de la Comunidad Valenciana | Partido Popular de la Comunidad Valenciana | Partido Popular de la Comunidad Valenciana |
| Partido político | Vox (hasta el 11/07/2024)           |                                            |                                            |                                            |
| Partido político | Independiente (desde el 25/11/2024) |                                            |                                            |                                            |
| Cargo | Titular                             | Titular                                    | Inicio                                     | Fin                                        |
| Presidente de la Generalidad Valenciana |                                     | Carlos Arturo Mazón Guixot                 | 15 de julio de 2023                        | En el cargo                                |
| Vicepresidente primero y Cultura y Deporte (la consejería se suprime el 11/07/2024) |                                     | Vicente Barrera Simó                       | 19 de julio de 2023                        | 11 de julio de 2024                        |
| Vicepresidenta segunda y Servicios Sociales, Igualdad y Vivienda. Secretaria del Consejo (hasta 11/07/2024) Vicepresidenta y Servicios Sociales, Igualdad y Vivienda. Secretaria del Consejo (desde 11/07/2024) |                                     | Susana Camarero Benítez                    | 19 de julio de 2023                        | En el cargo                                |
| Vicepresidente segundo para la Reconstrucción Económica y Social (desde 25/11/2024) |                                     | Francisco José Gan Pampols                 | 25 de noviembre de 2024                    | En el cargo                                |
| Hacienda, Economía y Administración Pública |                                     | Ruth María Merino Peña                     | 19 de julio de 2023                        | En el cargo                                |
| Justicia e Interior (hasta 22/11/2024) |                                     | Elisa Núñez Sánchez                        | 19 de julio de 2023                        | 11 de julio de 2024                        |
| Justicia e Interior (hasta 22/11/2024) |                                     | Salomé Pradas Ten                          | 11 de julio de 2024                        | 22 de noviembre de 2024                    |
| Justicia y Administración Pública |                                     | Nuria Martínez Sanchis                     | 25 de noviembre de 2024                    | En el cargo                                |
| Emergencias e Interior |                                     | Juan Carlos Valderrama Zurián              | 25 de noviembre de 2024                    | En el cargo                                |
| Sanidad |                                     | Marciano Gómez Gómez                       | 19 de julio de 2023                        | En el cargo                                |
| Educación, Universidades y Ocupación (hasta 11/07/2024) Educación, Cultura, Universidades y Trabajo (desde 11/07/2024)                                                                                          |                                     | José Antonio Rovira Jover                  | 19 de julio de 2023                        | En el cargo                                |
| Agricultura, Ganadería y Pesca (hasta 11/07/2024) Agricultura, Agua, Ganadería y Pesca (desde 11/07/2024) |                                     | José Luis Aguirre Larrauri                 | 19 de julio de 2023                        | 11 de julio de 2024                        |
| Agricultura, Ganadería y Pesca (hasta 11/07/2024) Agricultura, Agua, Ganadería y Pesca (desde 11/07/2024) |                                     | Miguel Barrachina                          | 11 de julio de 2024                        | En el cargo                                |
| Medio Ambiente, Agua, Infraestructuras y Territorio (hasta 11/07/2024) Medio Ambiente, Infraestructuras y Territorio (desde 11/07/2024)                                                                         |                                     | Salomé Pradas Ten                          | 19 de julio de 2023                        | 11 de julio de 2024                        |
| Medio Ambiente, Agua, Infraestructuras y Territorio (hasta 11/07/2024) Medio Ambiente, Infraestructuras y Territorio (desde 11/07/2024)                                                                         |                                     | Vicente Martínez Mus                       | 11 de julio de 2024                        | En el cargo                                |
| Innovación, Industria, Comercio y Turismo |                                     | Nuria Montes de Diego                      | 19 de julio de 2023                        | 18 de noviembre de 2024                    |
| Innovación, Industria, Comercio y Turismo |                                     | Marian Cano García                         | 25 de noviembre de 2024                    | En el cargo                                |

## Consejerías
Las Consejerías son los departamentos en los que se divide la Administración de la Generalidad Valenciana. En la cabeza de una consejería está un consejero que, junto a los secretarios autonómicos, son los órganos superiores de dicho departamento.

## Normativa
- Ley Orgánica 5/1982, de 1 de julio, Estatuto de Autonomía de la Comunidad Valenciana. (Derogada por Ley orgánica 1/2006)
- Ley 5/1983, de 30 de diciembre, de Gobierno Valenciano.
- Ley Orgánica 1/2006, de 10 de abril, de Reforma de la Ley Orgánica 5/1982, de 1 de julio, de Estatuto de Autonomía de la *Comunidad Valenciana.
- Ley 12/2007, de 20 de marzo, de la Generalidad, de modificación de la Ley 5/1983, de 30 de diciembre, de Gobierno Valenciano.